# Copeoglossum nigropunctatum
Espèce
Synonymes
- Scincus nigropunctatus Spix, 1825
- Copeoglossum cinctum Tschudi, 1845
- Mabuya nigropunctata (Spix, 1825)

Copeoglossum nigropunctatum est une espèce de sauriens de la famille des Scincidae.

## Répartition
Cette espèce se rencontre :
- au Brésil ;
- au Guyana ;
- en Guyane ;
- au Suriname ;
- au Venezuela ;
- à Trinité-et-Tobago ;
- en Équateur ;
- en Bolivie dans le département de Santa Cruz ;
- au Pérou dans la région de Loreto.

## Description

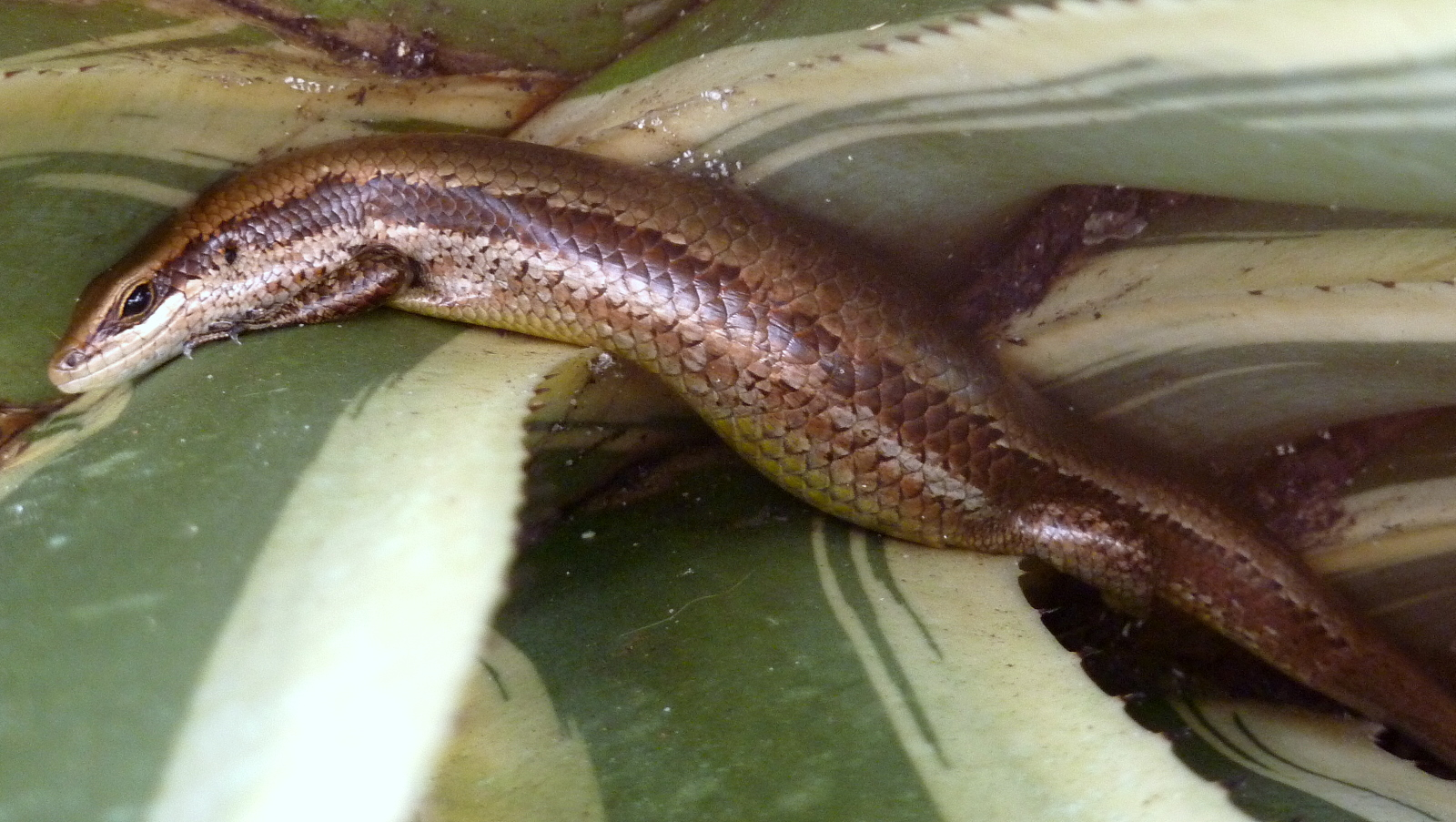

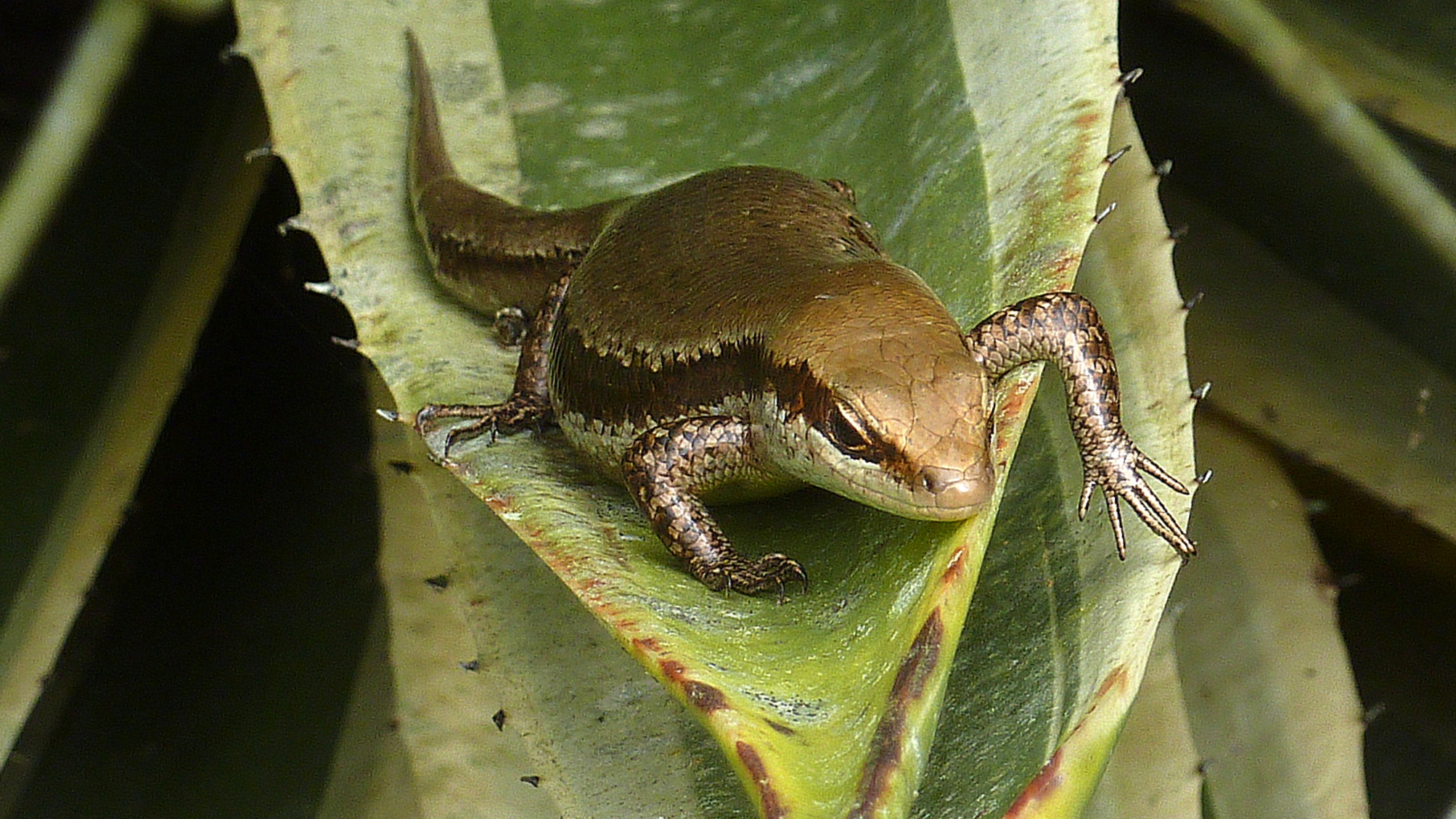

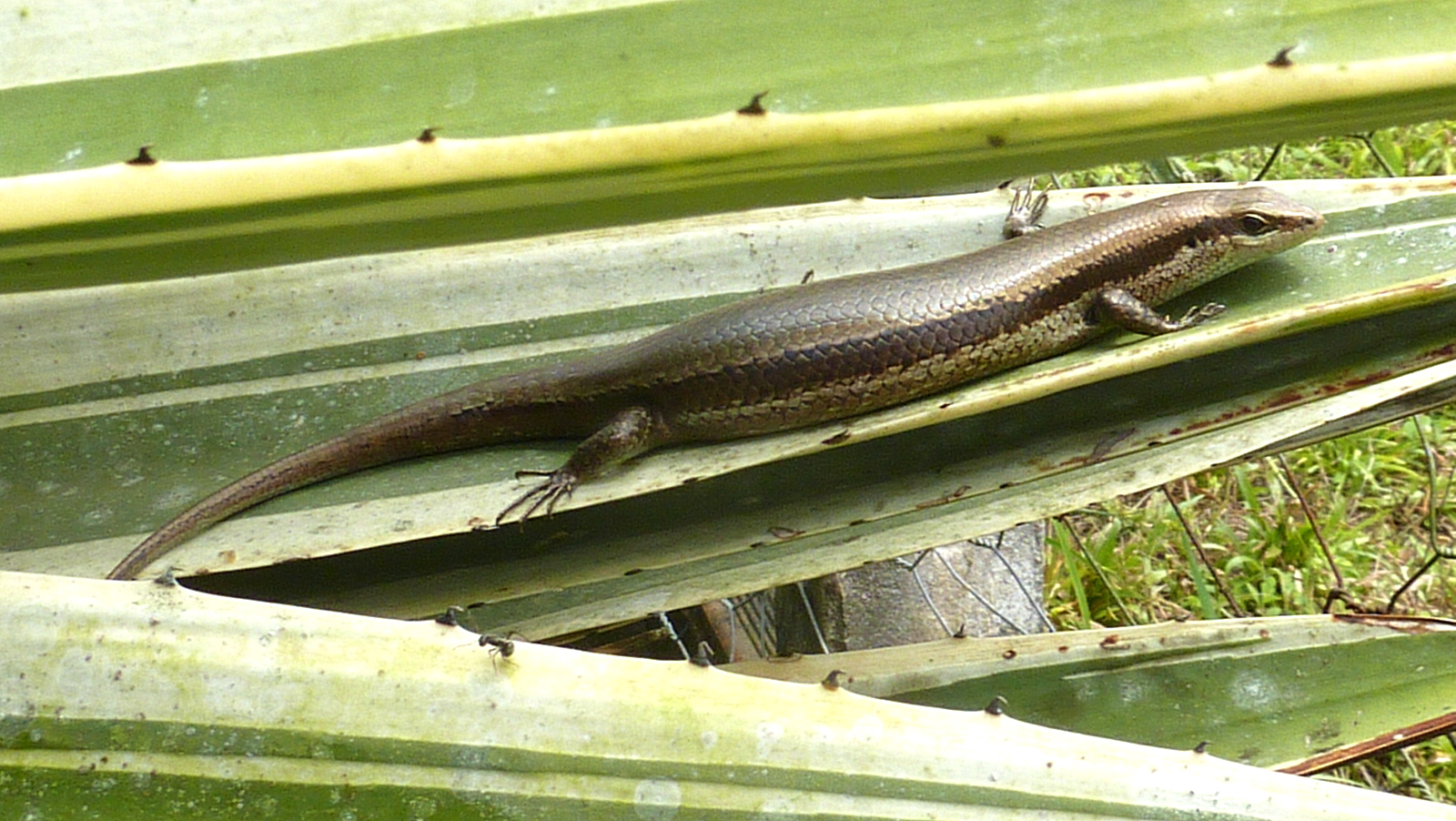

C'est un saurien vivipare.

## Publication originale
- Spix, 1825 : Animalia nova sive species nova lacertarum quas in itinere per Brasiliam annis MDCCCXVII-MDCCCXX jussu et auspicius Maximiliani Josephi I Bavariae Regis suscepto collegit et descripsit Dr J. B. de Spix, p. 1-26 (texte intégral).